# Alfredo De Polzer
Alfredo De Polzer (Vienna, 3 febbraio 1904 – Bologna, 19 marzo 1965) è stato un politico e statistico italiano.

## Biografia
Figlio di Lothar von Polzer e Leopoldine Pasetti Angeli, studia alle superiori allo Schotten Gymnasium, laureandosi poi in ingegneria agraria a Vienna. Segnato nella salute dalla fame sofferta negli ultimi due anni di guerra, si sposta a Rovigo, dove gestisce alcune proprietà rurali avute in eredità; successivamente si laurea in Scienze Sociali all'Università di Padova. Diviene assistente di Paolo Fortunati, con cui collabora.
Si iscrive al Partito fascista, ma viene presto schedato dall'OVRA per aver manifestato la sua opposizione all'Anschluss della Germania sull'Austria, e ritenuto pericoloso. Abolisce la mezzadria e introduce varie innovazioni e tecniche di coltivazione nell'agricoltura del Polesine, nei macchinari e anche in migliorie nelle abitazioni dei contadini, portandovi acqua corrente ed elettricità. Nel 1942, su consiglio di Norberto Bobbio, tramite Concetto Marchesi, allora rettore a Padova, si iscrive al PCI clandestino. Dopo l'8 settembre, membro della resistenza (che sostiene anche economicamente) e del CLN, nasconde nell'azienda agricola molti sbandati di passaggio. Nel dopoguerra è nominato presidente della deputazione provinciale dal CLN, alle prime e seconde elezioni provinciali.
Sulla sua attività di ricerca universitaria, da ricordare Vita primitiva nel delta del Po, sulle condizioni di vita ed i meccanismi sociali nel Veneto e nel Ferrarese, un'area allora depressa del paese: abitazioni rudimentali, analfabetismo. Alla fine degli anni cinquanta passa ad insegnare Statistica e Demografia a Bologna, al seguito di Fortunati, venendo eletto deputato col PCI nel 1962. Muore a Bologna nel 1965. Dopo la sua morte, venne sostituito alla Camera dei Deputati da Maruzza Astolfi.

## Opere principali
- Problemi rurali alla luce delle cifre, Padova, Tip. Antoniana, 1934
- La ricchezza privata della provincia di Rovigo, Padova, CEDAM, 1934
- La ricchezza privata della provincia di Venezia, Ferrara, Sate, 1935
- La ricchezza privata della provincia di Padova, Padova, Cedam, 1938
- Statistiche agrarie, Milano, A. Giuffrè, 1942
- Analisi critica delle statistiche agrarie. Testi delle lezioni tenute presso l'Istituto Gramsci (Sezione di Economia), Roma, Stampa Moderna, 1955